# King's Company
De King's Company was een theatergezelschap dat in 1660, aan het begin van de Restauratie, in Londen werd opgericht. In 1642 waren alle theaters in Engeland op last van het door de puriteinen overheerste parlement gesloten, maar na het herstel van het koningschap onder Karel II ontstond een culturele opleving waarin het theater opnieuw tot bloei kwam. De koning gaf toestemming tot het oprichten van twee gezelschappen, die vervolgens lange tijd het monopolie hadden. De King's Company stond onder leiding van Thomas Killigrew en viel onder het beschermheerschap van de koning zelf. Het tweede gezelschap, geleid door William Davenant heette de 'Duke's Company' en viel onder het patronaat van de hertog van York, een broer van de koning, de latere Jacobus II van Engeland.
Het gezelschap had vele ervaren acteurs onder contract. Vanaf 1661 mochten ook professionele actrices optreden, wat voor die tijd ongebruikelijk was: alle vrouwelijk rollen werden tot dan toe, zoals gebruikelijk in het Engels renaissancetheater gespeeld door (jonge) mannen. Tot de eerste vrouwen in het Restoration theatre behoorden Margaret Hughes, Anne Marshall, Mary Knep, Elizabeth Boutell, Katherine Corey, Elizabeth Cox, Elizabeth James, en de beroemde Nell Gwyn.
De King's Company speelde aanvankelijk op Gibbon's Tennis Court, een theater dat zich bevond op een voormalige tennisbaan. Het andere gezelschap speelde in een gelijksoortig maar fraaier onderkomen op Lisle's Tennis Court. Killigrew begon daarop met de bouw van het King's Playhouse, het tegenwoordige Theatre Royal Drury Lane. Samuel Pepys vermeldt in zijn dagboek vele bezoeken aan het Playhouse, waaronder een waarin hij een verbouwing beschrijft en zijn verwondering over de troep die hij er aantrof. Het gebouw brandde in 1672 af, maar werd herbouwd door Christopher Wren en heropend in 1674. In 1671 kwam het beheer in handen van Killigrews zoon Charles. In 1682 gingen de twee gezelschappen gezamenlijk verder onder de naam 'United Company'.